# Santa Eulália de Arnoso
Santa Eulália de Arnoso (llamada oficialmente Arnoso (Santa Eulália)) era una freguesia portuguesa del municipio de Vila Nova de Famalicão, distrito de Braga.

## Historia
Fue suprimida el 28 de enero de 2013, en aplicación de una resolución de la Asamblea de la República portuguesa promulgada el 16 de enero de 2013 al unirse con las freguesias de Santa Maria de Arnoso y Sezures, formando la nueva freguesia de Arnoso (Santa Maria e Santa Eulália) e Sezures.

## Patrimonio
En el patrimonio histórico-artístico de la extinta freguesia destaca la importante iglesia románica de Santa Eulália do Mosteiro de Arnoso, también llamada iglesia de San Salvador, reconstruida a fines del siglo XI por iniciativa del rey García de Galicia sobre las ruinas de una visigótica anterior destruida por los árabes en 1067, aunque las obras no concluyeron hasta 1156, según la fecha inscrita en el tímpano. En el interior de la iglesia se encuentran frescos del siglo XVI con episodios de la vida de la Virgen.